# Georgia Hart
Georgia Hart, nombre artístico de Gerson Del Carpio, es una bailarina y drag queen peruana.

## Biografía
En 2013 Del Carpio creó su primer personaje, Elektra Fierce, inspirado en Sasha Fierce, alter ego de Beyoncé. Posteriormente, se rebautizó como Georgia Hart, nombre para el que utilizó la primera letra de su nombre y el apellido de Roxie Hart, personaje del musical Chicago. Debutó con su nuevo nombre artístico en una fiesta de Halloween en Tarapoto.
En 2015 conoció a Nebulah, una drag consolidada en el mundo artístico limeño, quien le animó a presentarse a un concurso de nuevos talentos en la discoteca gay Valetodo. No ganó, pero llamó la atención de las personas que dirigen La Cueva Disco Bar, quienes la contrararon para shows de revista musical.
En 2018 obtuvo el bachillerato en Danza en la Facultad de Artes Escénicas de la Pontifica Universidad Católica del Perú (PUCP).
Debutó en el cine como bailarín en la comedia musical de Locos de amor 2 del director Frank Pérez-Garland, estrenada en 2018.
En 2020 participó en el documental Invasión Drag del cineasta peruano Alberto Castro, que narra la llegada de drag queens internacionales que participaron en RuPaul's Drag Race. En la película aparecen imágenes de la presentación que realizó en dúo con la drag estadounidense y también bailarina Alyssa Edwards.
En 2023 interpretó a la vedette Coco Marusix en la película biográfica Chabuca, que retrata la vida de Ernesto Pimentel. Ese mismo año fue una de las protagonistas, junto a Go Diva y La Langosta, del espectáculo ¡Dragtástico!, dirigido por Mario Saldaña, y escrito por Saldaña y Alberto Castro. Fue presentado el 28 de junio, Día Internacional del Orgullo LGBT, en el Gran Teatro Nacional en Lima, y contó con la participación de Ernesto Pimentel.

## Filmografía
- Locos de amor 2 (2018)
- Invasión Drag (2020)
- Chabuca (2024) como Coco Marusix.
- Arde Lima (2024)

## Teatro
- ¡Dragtástico! (2023)
- Loca… Basada En Hechos Reales (2023)[6]